# Рибозомска РНК
Рибозомска РНК (рРНК) учествује у грађи рибозомске структуре у цитосолу које су место синтезе протеинa. Рибозоми имају 2 субјединице (малу И велику) од којих свака представља комплекс РНК и рибозомалних протеина. Рибозомска-РНК чини око 65% у грађи субјединица рибозома. То је највећа група РНК јер чини око 80% свих молекула РНК. Разликује се неколико подврста које се међусобно разликују према величини и седиментационом коефицијенту. Код еукариота 5S, 5,8S, 18S, и 28S рРНК у рибозомима у цитоплазми, као и 12S и 16S у рибозомима митохондрија. Молекул рРНК катализује формирање пептидне везе између аминокиселина у току транслације.
Рибозими су молекули РНК са ензимском активношћу. рРНК учествује у грађи рибозома заједно са рибозомским протеинима. Формирање пептидне везе између аминокиселина у транслацији катализује рРНК из велике субјединице рибозома која има полимеразну активност.
Иако су рибозими ретки у ћелији, есенцијални су за живот. На пример, функционални део рибозома који преводи РНК у протеин је рибозим који поседује терцијарну структуру која му омогућава обављање те функције
Поред основних типова РНК код еукариота постоје одређене фракције малих и микро РНК које су углавном укљуЦене у обраду и модификацију главних категорија РНК и контролу синтезе протеина.